# Quinteto Santa Fe
El Quinteto Santa Fe es un grupo vocal argentino formado el 1 de junio de 1967 en la ciudad de Santa Fe, de vasta trayectoria a nivel nacional e internacional reconocido por su particular estilo. Desde su inicio fue una formación masculina y desde el año 2007 pasó a ser una agrupación mixta.

## Historia
Se forma con jóvenes integrantes de otras agrupaciones cuyas edades promediaban los 18 años siendo los integrantes fundadores Juan Manuel Part, Raúl Agustín de Iriondo, Roberto Torres, Luis Carlos Coudannes y Mario Alberto Perrone quién se encargaría de aquí en más de los arreglos vocales. Apenas dos meses de ensayo el grupo se presenta en el Festival de Wheelwright, Provincia de Santa Fe, donde obtiene el 1.er premio en la categoría grupos vocales, unos meses después también logran el más alto galardón en el 1.er Festival Paso del Salado en Santo Tomé, esa misma noche también actuaron junto a la inolvidable Mercedes Sosa en el anfiteatro de la ciudad de Santa Fe. En 1968 reciben el trofeo «Lancero del Sauce» en el Festival del NEA Reconquista.
Tras actuar durante los años 1968, 1969 y 1970 en el Festival de Cosquín, Provincia de Córdoba (Argentina) viajan a Madrid para compartir escenarios con el cantautor argentino Alberto Cortez con quién realizan giras y graban el disco «A voces». Por ese tiempo el grupo representa a Argentina en el Festival de Huelva y en el Día de América en Asturias que se celebra todos los años en Oviedo.
Actuaciones relevantes junto a la actriz española Teresa Rabal y su marido Eduardo Rodrigo, con quienes comparte la banda sonora de la obra teatral «Gigí». Participan reiteradamente en el programa de TVE Estudio Abierto conducido por José María Íñigo.
De manera destacada el quinteto se presenta con singular éxito en la 2.a Edición del Festival de Los Sabandeños en San Cristóbal de la Laguna compartiendo escenarios con artistas internacionales de primer nivel.
A su regreso a Argentina se tomó la decisión de cambiar el nombre de Quinteto Santa Fe por el de Quintaesencia; en 2007 retoman el nombre original de Quinteto Santa Fe pero esta vez en formato mixto y rápidamente editan los CD «desdesiempre» (2008) y «Parte del aire» (2012), destacándose en 2010 la invitación recibida por el trío capo cómico Midachi para actuar en su espectáculo en Santa Fe, ciudad natal de ambas agrupaciones y una nueva gira por Europa donde se destaca su presentación en el Festival Sabandeño esta vez junto a los anfitriones Los Sabandeños y el cantante mexicano Armando Manzanero.
En diciembre de 2012 interpretan la Misa Criolla de Ariel Ramírez junto al coro de la Universidad Nacional del Litoral en el Faro de la Costanera de la ciudad de Santa Fe a orillas de la Laguna Setubal.
En 2014 fue reconocida su trayectoria por la Cámara de Diputados de la Provincia de Santa Fe en la Legislatura de la Provincia de Santa Fe.

## Discografía

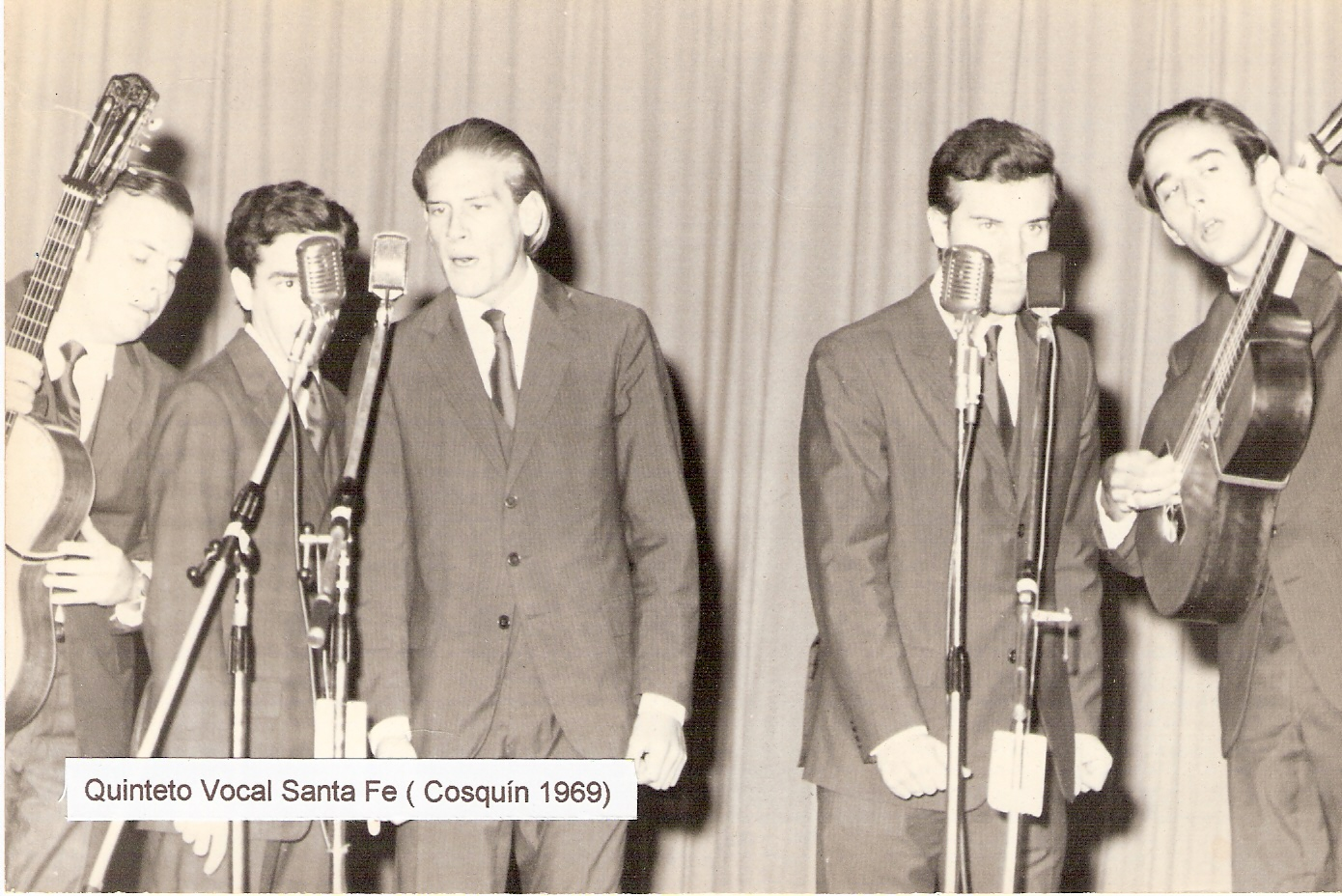
Festival de Cosquín (1969) de izq.a der. Carlos Zamboni, José Ma. De Feo, Raul de Iriondo, Luis Coudannes, Mario Perrone

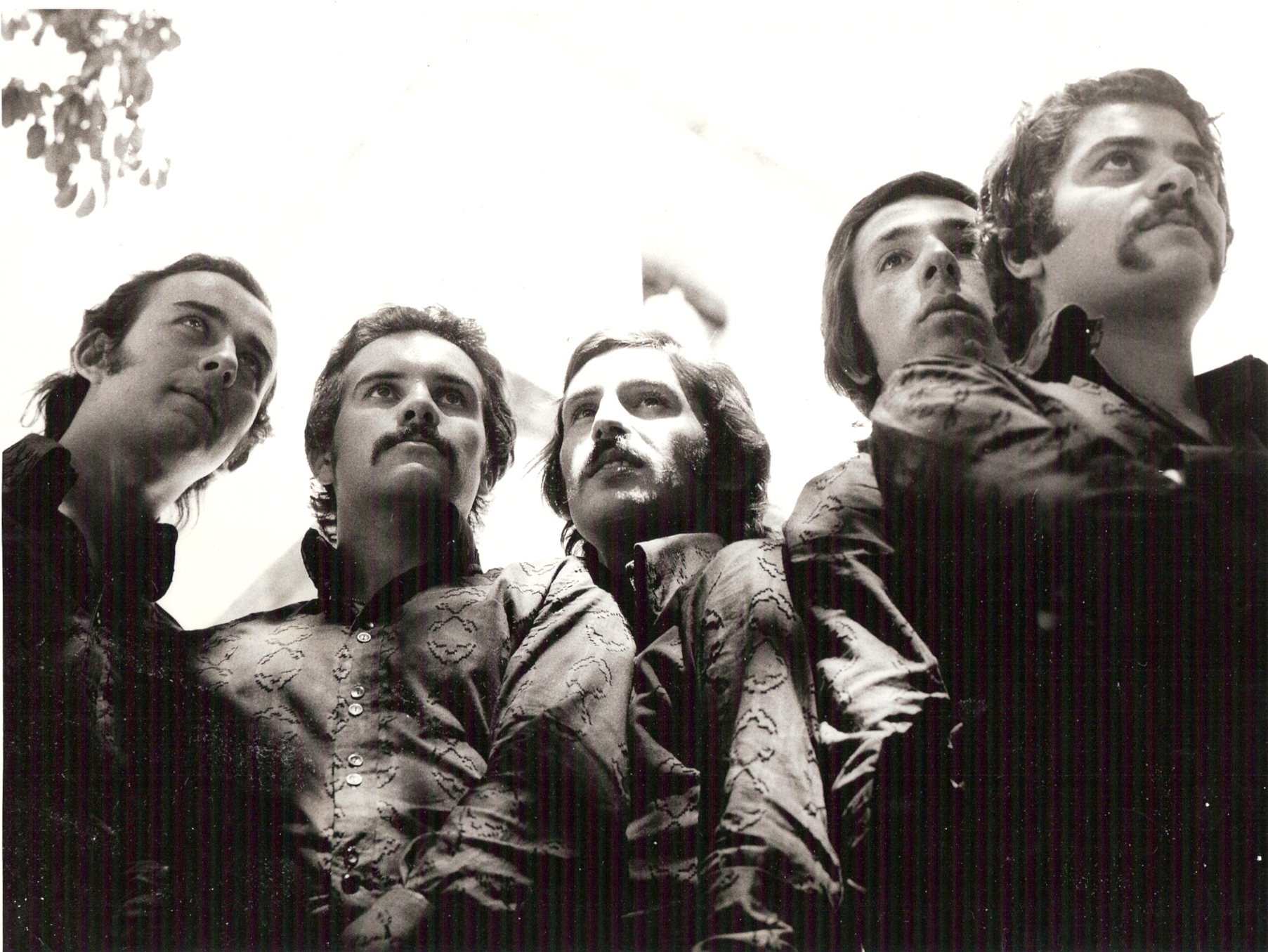
Quinteto Santa Fe Año 1973 de izq. a der. Mario Perrone, Luis Coudannes, Domingo D'Arrigo, Oscar Madeo, Luis Rocco

### Álbumes
- Quinteto Vocal Santa Fe (1968)
- Quinteto Vocal Santa Fe - Música para todos - Vol. I (1969)
- Quinteto Santa Fe - Música para todos - Vol. II (1970)
- Festival folklórico argentino- Artistas varios (1971)
- Quintaesencia (1978)
- Quintaesencia - Cosecha 91 (1991)
- Alberto Cortez a voces (2000)
- Tiempo de Vocales vol.II - Junto a grupos vocales de Argentina (2008)
- desdesiempre (2008)
- Parte del aire (2012)
- Folklore- Artistas varios santafesinos - ATE (2014)